# Джейсон Борн
Джейсон Борн (англ. Jason Bourne), настоящее имя — Дэвид Уэбб — персонаж романов Роберта Ладлэма и ряда фильмов, бывший агент ЦРУ проекта «Тредстоун» (англ. Treadstone). Обладает очень высоким уровнем реакции и интуиции. В совершенстве владеет приёмами рукопашного боя и знаниями в области огнестрельного оружия, знает несколько языков. В фильмах роль Борна сыграли Ричард Чемберлен (1988) и Мэтт Деймон (в пенталогии 2002—2016 годов).

## Биография

### В книгах
Дэвид Уэбб (позже Джейсон Борн) рождён где-то в 1927—1930 годах. После окончания аспирантуры работал американским дипломатом и был специалистом по дальневосточным делам. В Пномпене у Уэбба была жена Дао, родом из Таиланда, и двое детей по имени Джошуа и Алисса. Жена и дети Уэбба погибли во время Войны во Вьетнаме, когда истребитель, залетев в Камбоджу, сбросил две бомбы и обстрелял их дом у реки Меконг (Дэвид не знал, что Джошуа выжил до событий «Возвращения Борна»). Из-за нейтралитета Камбоджи во время войны никто не взял на себя ответственность за инцидент. Уэбб, подумав, что это был самолет Армии Северного Вьетнама, отправился в Сайгон, где под руководством своего друга офицера ЦРУ Александра Конклина закончил подготовку для элитного сверхсекретного подразделения спецназа под названием «Медуза». В «Медузе» Дэвид Уэбб был известен под позывным «Дельта-Один».
«Медуза»
Спецподразделение «Медуза» состояло из добровольцев (приезжих из таких стран, как: США, Великобритания, Франция, Австралия) и было создано для проникновения в Северный Вьетнам, убийства членов Вьетконга и его пособников. Большинство членов «Медузы» были преступниками; их лидер, «Дельта-Один», умело ими руководил, держа их в страхе. Он стал хорошо известен своей безжалостностью, игнорированием приказов и успешным выполнением самых трудных миссий, что привело к похищению его брата, лейтенанта армии США Гордона Уэбба.
Во время миссии по спасению Гордона Уэбба стало известно, что член команды Джейсон Чарльз Борн (в прошлом австралийский контрабандист и торговец оружием) был предателем и выдал их местоположение северовьетнамским солдатам. Выбравшись из засады, «Дельта-Один» застрелил Борна в джунглях. Казнь Джейсона Борна так и не всплыла наружу из-за совершенно секретного статуса Медузы.
Операция «Тредстоун»
Спустя годы для ликвидации террориста и наёмного убийцы Карлоса Шакала (настоящее имя Ильич Рамирес Санчес) было сформировано подразделение ЦРУ, получившее название «Тредстоун-71» в честь здания на Семьдесят первой улице Нью-Йорка. Уэбб был вызван Дэвидом Эбботтом в качестве кандидата на роль «Кейна». Тогда Дэвид Уэбб (Дельта-Один) принимает личность Джейсона Борна из-за фактического статуса Борна как пропавшего без вести, а также тот факт, что Борн на самом деле был жестоким убийцей с большим криминальным прошлым. Цель состояла в том, чтобы превратить «Джейсона Борна» в элитного, безжалостного и эффективного убийцу, которого будут бояться террористы и преступники во всем мире. Псевдоним убийцы был «Кейн». Причина создания такого мифа заключалась в том, чтобы создать конкуренцию известному убийце по имени «Карлос Шакал», который в то время считался лучшим и самым известным убийцей в мире. Создав этот миф, Кейн должен был вывести из себя Карлоса, заставив охотиться на себя, и убить его в нужный момент.

### В фильмах
В пенталогии выясняется, что Дэвид Уэбб родился 13 сентября 1970 года в Никсе, штат Миссури. Пройдя карьеру от обычного офицера Армии США до «зелёного берета» и капитана «Дельты Форс», в 1997 году Борн был завербован в программу «Тредстоун». Его отец, Ричард Уэбб, старший аналитик ЦРУ, отвечавший за создание «Тредстоуна», секретного проекта, предназначенного для обучения и развертывания элитных убийц ЦРУ был убит с помощью заминированного автомобиля в Бейруте, для вербовки Дэвида Уэбба.
Показано, что уловка сработала; Уэбб обращается в ЦРУ, и Нил Дэниелс, руководитель программы «Тредстоун», привлекает его к участию в программе, в то время как за ним наблюдает доктор Альберт Хирш, который руководит медицинской оценкой агентов «Тредстоуна». Его доставляют в секретный вербовочный центр в Нью-Йорке, где Хирш приказывает подвергнуть его пыткам водой и лишению сна, чтобы сломить его дух и превратить его в убийцу. Его официально принимают в программу, когда он без вопросов убивает неопознанного человека (подразумевается, что это настоящий Джейсон Борн). После этого ему дается новое имя- Джейсон Борн, и его настоящая личность становится засекреченной тайной .
После тяжелых тренировок, в ходе которых он изучает несколько языков и боевые искусства, Борн попадает в программу «Тредстоун».
Борн работает в программе в качестве ее главного агента в течение трех лет, живёт в Париже, и совершает заказные убийства, в основном в Европе. Его официальный куратор — агент по логистике Ники Парсонс, также находящийся в Париже.
Поворотный момент в его жизни наступает после приказа убить Никвану Вомбози, изгнанного африканского военачальника, который шантажировал ЦРУ, чтобы то восстановило его на пост главы государства. Под псевдонимом Джон Майкл Кейн Борн собирает информацию о Вомбози. Он проникает на яхту военачальника и прячется внутри нее в течение пяти дней, вынырнув на поверхность холодной ночью посреди Средиземного моря, намереваясь устроить убийство так, будто его убил член экипажа, чтобы избежать подозрений. Однако Борн не может заставить себя убить его на глазах у его детей. Он покидает яхту, получив два выстрела в спину. Борна находят в море. В результате ранения он получает амнезию и не может вспомнить свою личность.

## Книги
История написания началась с 1980, когда Роберт Ладлэм (автор таких шпионских детективов, как «Династия Матарезе» или «Прикрытие-Один») ввёл в литературу нового персонажа — Джейсона Борна. Больше всего похожий на Джеймса Бонда, Джейсон был неплохо воспринят публикой с выходом первой книги «Идентификация Борна». В течение десяти лет выходят ещё две книги: «Превосходство Борна» и «Ультиматум Борна».
Четвёртая книга, «Возвращение Борна», вышла спустя 14 лет, благодаря успешной экранизации с Мэттом Деймоном, и уже в соавторстве с Эриком Ван Ластбадером, который заканчивал роман после смерти Роберта в 2001 году. Спустя три года Ван Ластбадер решает стать продолжателем дела Ладлэма и выпускает новую часть «Предательство Борна». После этого почти каждый год выходило по одной новой книге. В 2019 Ластбадер отказался дальше писать книги о Борне, в результате его последняя книга в серии («Заклятый враг Борна», пятнадцатая в серии) не была закончена и не будет опубликована.
Новым автором книг о Борне с 2019 года был назначен Брайан Фриман. Его первая книга в серии, «Эволюция Борна», была выпущена в 2020 году. На 2021 год запланирован выход следующей книги «Вероломство Борна», которая станет шестнадцатой в серии.

## Фильмы

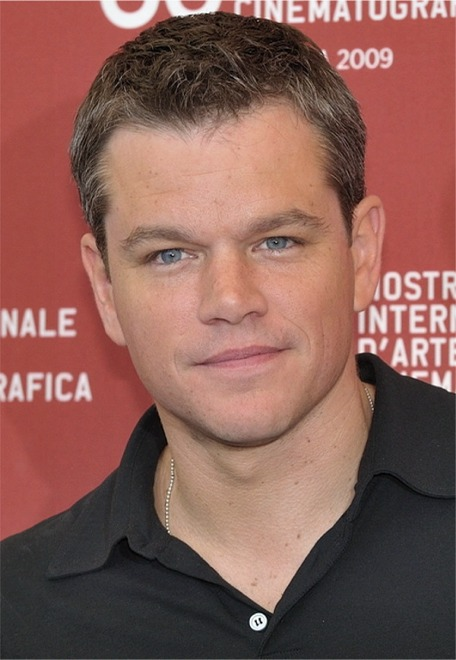
Мэтт Деймон

В 1988 году вышел трёхчасовой телефильм «Тайна личности Борна», который был основан на первой книге. Борна сыграл Ричард Чемберлен.
В 2002 году вышел фильм «Идентификация Борна» с Мэттом Деймоном в роли Борна, за которым последовали два сиквела: «Превосходство Борна» в 2004 году и «Ультиматум Борна» в 2007 году. Вся трилогия имела крупный успех и у критиков, и у зрителей. Первый фильм снял Даг Лайман, два других — Пол Гринграсс.
В 2012 году вышел четвёртый фильм — «Эволюция Борна», действие которого разворачивается в одно время с предыдущим. Главным героем является другой тайный агент — Аарон Кросс (Джереми Реннер). Джейсон Борн часто упоминается в фильме, но появляется только на фотографии (из-за отказа Мэтта Деймона сниматься в фильме без участия режиссёра Пола Гринграсса).
В 2016 году вышел фильм «Джейсон Борн», где к главной роли вернулся Мэтт Деймон.

## Видеоигра
В 2008 году вышла игра «Конспирация Борна», основанная на первой книге. Игра представляет собой смесь шутера и стелса с видом от третьего лица. Хотя внешний вид Борна был создан разработчиками игры, сюжет игры ближе к фильму, чем к книге. Игра получила от критиков смешанные оценки, в основном критиковался механизм стрельбы и управление камерой.